# Skandagupta
Skandagupta (reg. ca. 455–467) war der letzte bedeutsame Heerführer beziehungsweise Herrscher des nordindischen Gupta-Reiches, welches von etwa 320 bis 550 n. Chr. weite Teile im Norden und Osten Indiens kontrollierte.

## Familie
Nach derzeit anerkannter Genealogie war Samudragupta der Urgroßvater Skandaguptas; sein Großvater war Chandragupta II. und sein Vater war Kumaragupta I. Ob Skandagupta jedoch tatsächlich zur Familienlinie der Guptas gehörte, ist umstritten, manche sehen in ihm vielmehr einen Stiefsohn Kumaraguptas oder einen erfolgreichen Heerführer, der nach dem Tod Kumaraguptas zum Herrscher aufstieg.

## Leben
Verlässliche Daten und Fakten zu seinem Leben sind nicht bekannt. Er machte sich schon vor seiner Machtübernahme nach dem Tod Kumaraguptas I. einen Namen als Heerführer, doch im Gegensatz zu Samudragupta und Chandragupta II. war das Guptareich nicht mehr in der Lage expansiv tätig zu werden; vielmehr sah man sich auch im Innern des riesigen Reiches mit regionalen Aufständen bzw. Unabhängigkeitsbestrebungen konfrontiert.
Wie seine Vorgänger war Skandagupta Anhänger des Vishnuismus; seine – vergleichsweise wenigen – Münzprägungen zeigen ihn als Bogenschützen (manchmal mit einer Aura um sein Haupt) neben einer Garuda-Säule. Gegenüber dem Buddhismus zeigte er sich – wie schon seine Vorgänger – äußerst tolerant. Von religiösen Stiftungen, Tempelbauten oder königlichen Opferritualen (ashvamedha) ist jedoch nichts bekannt.
Mehrfach mussten er an den Außengrenzen des Reiches die Hunnen (Hunas) zurückgeschlagen, was Skandagupta – zumindest vorübergehend – gelang. Unter „Hunnen“ sind hierbei nicht die um 375 nach Osteuropa vordringenden Hunnen, sondern Teile der sogenannten iranischen Hunnen zu verstehen; dieser Begriff geht auf die numismatischen Forschungen Robert Göbls zurück. Es mag sich konkret vielleicht um die sogenannte Alchon-Gruppe gehandelt haben, die im frühen 6. Jahrhundert aggressiv nach Nordwestindien expandierte.
Skandagupta starb wahrscheinlich im Jahr 467 und wurde in der Herrschaftsfolge von seinem (Stief-)Bruder Purugupta (reg. 467–473) abgelöst.